# Zalužani
Zalužani (en serbe cyrillique : Залужани) est un village de Bosnie-Herzégovine. Il est situé sur le territoire de la ville de Banja Luka et dans la république serbe de Bosnie. Selon les premiers résultats du recensement bosnien de 2013, il compte 660 habitants.

## Géographie

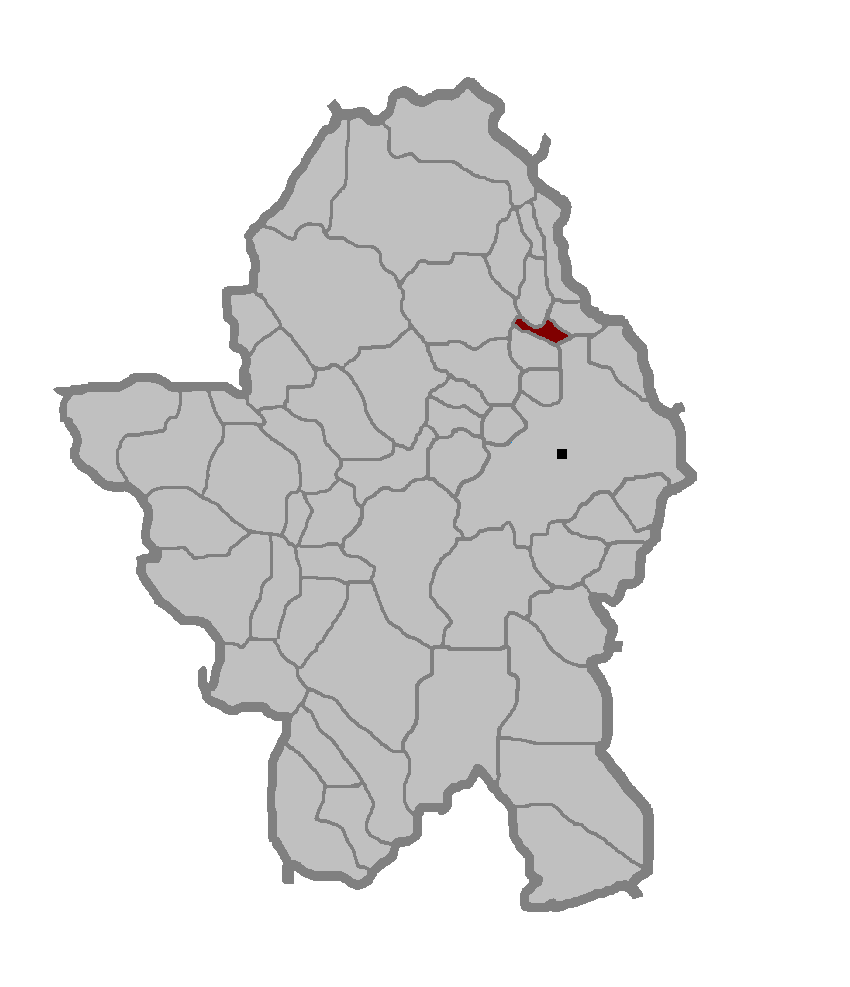
Localisation de Zalužani dans la Ville de Banja Luka

Le village est situé au nord-ouest de Banja Luka, au bord de la rivière Ivaštanka, un affluent du Vrbas.

## Démographie

### Évolution historique de la population dans la localité
| 1948 | 1953 | 1961 | 1971 | 1981 | 1991 | 2013 |
| ---- | ---- | ---- | ---- | ---- | ---- | ---- |
| -    | -    | 544  | 396  | 622  | 561  | 660  |

|  |

### Communauté locale
En 1991, la communauté locale de Zalužani comptait 5 554 habitants, répartis de la manière suivante :